# Бојни бродови класе Конте ди Кавур
Конте ди Кавур (итал. Conte di Cavour, гроф Кавур) је била класа бојних бродова класификофаних као дреднота саграђених за Италијанску краљевску морнарицу. Саграђена су три брода те класе: Конте ди Кавур (1911), Ђулио Чезаре (1911) и Леонардо да Винчи (1911)

## Историја
Ови бродови су саграђени као нова класа дреднота након успешног Данте Алигијери а главни задатак у Првом светском рату им је била супротстављање аустроугарским бојним бродовима класе Тегетоф, до чега међутим није дошло. Један од бродова, Леонардо да Винчи, није доживео крај рата те је потопљен услед саботаже.
1933, преостала два брода, Ђулио Чезаре и Конте ди Кавур, послати су у бродоградилишта на радове редизајна и унапређивања. Тако бродови задржавају само 40 одсто оригиналног изгледа. Унапређено је наоружање и повећана је снага мотора и тиме брзина. Тако су 1937. добивене две добре јединице са недостацима само у против-ваздушној и подводној заштити.
Само је Ђулио Чезаре дочекао крај Другог светског рата, након којега је преименован у Новоросијск и предан морнарици Совјетског Савеза. Конте ди Кавур страдава услед британског ваздушног напада на Таранто крајем 1940.